# Rödbent murargeting
Rödbent murargeting (Ancistrocerus oviventris) är en stekelart som först beskrevs av Wesmael 1836. Enligt Catalogue of Life ingår rödbent murargeting i släktet murargetingar och familjen Eumenidae, men enligt Dyntaxa är tillhörigheten istället släktet murargetingar och familjen getingar. Arten är reproducerande i Sverige.

## Underarter
Arten delas in i följande underarter:
- A. o. hibernicus
- A. o. siculus
- A. o. caucasicus